# Intercontinental de Aviación
A Intercontinental de Aviación foi uma empresa aérea sediada em Bogotá, Colômbia. Operava serviços domésticos e voos para países vizinhos. Sua base principal estava localizada no Aeroporto Internacional El Dorado, Bogotá, com um hub secundário no Aeroporto Internacional Alfonso Bonilla Aragón em Cáli.

## História
A empresa aérea foi fundada e iniciou suas operações em 1965 como Aeropesca Colombia.
A empresa aérea foi forçada a deixar de operar em setembro de 2005 após o acidente do voo West Caribbean Airways 708 na Venezuela. Após o acidente, a Aerocivil, autoridade de aviação civil da Colômbia, exigiu que todas as companhias aéreas passassem por uma inspeção especial em suas instalações de manutenção e aeronaves. A Intercontinental de Aviación foi uma das três empresas aéreas obrigadas a deixar de operar devido a uma falha nessas inspeções (junto com a AeroTACA e a própria West Caribbean).

## Frota
A frota da Intercontinental de Aviación era composta das seguintes aeronaves:
- Vickers Viscount
- Curtiss C-46 Commando
- de Havilland DHC-6 Twin Otter (Não operada)
- Bombardier Q300
- McDonnell Douglas DC-9-15
- McDonnell Douglas DC-9-30 (Não operada)
- Boeing 727-100
- Boeing 737-300 (Não operada)
- Beechcraft 1900D (Não operada)

## Acidentes e incidentes
- Em 21 de janeiro de 1974, um Vickers Viscount da Aeropesca Colombia foi sequestrado e desviado para Cali.[1]
- Em 14 de agosto de 1978, um Curtiss C-46F-1-CU Commando da Aeropesca Colombia (prefixo HK-1350), voando nas piores condições meteorológicas, desviou-se do curso durante um voo de Bogotá para Tame e colidiu com o Monte Paramo de Laura, perto de Tota, Colômbia, matando todas as 18 pessoas a bordo. Certificada para transportar apenas seis passageiros, tinha 15 passageiros a bordo no momento do acidente.[2]
- Em 26 de agosto de 1981, o Vickers Viscount HK-1320 da Aeropesca Colombia voou para o Monte Santa Elena, matando todas as 50 pessoas a bordo.[3]
- Em 26 de março de 1982, o Vickers Viscount HK-2382 da Aeropesca Colombia voou para uma montanha perto de Queate enquanto voava do Aeroporto Vanguardia para o Aeroporto Internacional El Dorado, matando as 21 pessoas a bordo.[4]
- Em 31 de março de 1991, o Vickers Viscount HK-1708 da Intercontinental de Aviación foi danificado além do reparo econômico durante um voo do Aeroporto Internacional El Dorado para o Aeroporto Internacional Gustavo Rojas Pinilla. Ambos os horizontes artificiais falharam em turbulência a 16 000 ft (4 880 m). O controle da aeronave foi recuperado a 4 000 ft (1 220 m) e um pouso de emergência bem-sucedido foi feito no Aeroporto Olaya Herrera, em Medellín. Verificou-se que a longarina principal inferior estava rachada. A aeronave havia anteriormente sofrido um colapso em 14 de fevereiro de 1988.[5]
- Em 11 de janeiro de 1995, o voo Intercontinental de Aviación 256, um McDonnell Douglas DC-9 HK-3839X caiu ao aproximar-se de María la Baja. O acidente matou 52 passageiros e tripulantes; uma pessoa sobreviveu ao acidente.